# Suddenly
«Suddenly» — четвертий європейський та фінальний сингл дебютного студійного альбому американської поп-співачки Ешлі Тісдейл — «Headstrong». У Німеччині сингл вийшов 2 травня 2008. Пісня написана Ешлі Тісдейл та Дженіс Робінсон; спродюсована Гайєм Роше. Прем'єра музичного відео відбулася 6 листопада 2007.

## Музичне відео
Музичне відео зрежисоване Скотом Спіром. Прем'єра відбулася 6 листопада 2007.

## Список композицій
Максі CD-сингл
1. "Suddenly" (альбомна версія) – 3:40
2. "Who I Am" (трек поза альбомом) – 3:17
3. "It's Life" (трек поза альбомом) – 3:47
4. "Suddenly" (музичне відео) – 4:09

2-трекове видання
1. "Suddenly" (музичне відео) – 3:40
2. "Who I Am" (трек поза альбомом) – 3:17

## Чарти
| Чарт (2008)                  | Місце |
| ---------------------------- | ----- |
| Germany German Singles Chart | 45    |

## Історія релізів
| Країна    | Дата           | Лейбл        | Формат                        |
| --------- | -------------- | ------------ | ----------------------------- |
| Данія     | 21 квітня 2008 | Warner Bros. | Цифрове завантаження          |
| Німеччина | 2 травня 2008  | Warner Bros. | Цифрове завантаження CD-сингл |
| Британія  | 21 квітня 2008 | Warner Bros. | Цифрове завантаження          |